# Collessophila chookachooka
Collessophila chookachooka är en tvåvingeart som beskrevs av Günther Theischinger 1994. Collessophila chookachooka ingår i släktet Collessophila och familjen småharkrankar. Inga underarter finns listade i Catalogue of Life.